# Aliment precuinat
Els aliments precuinats o processats són aquells que han suportat canvis o han passat per algun grau de processament industrial abans d'arribar a taula. La gran majoria d'aliments precuinats no necessiten gaire preparació per servir-se en un plat i cada cop és més freqüent trobar-los als passadissos dels supermercats.
Els aliments precuinats han sorgit principalment per la falta de temps que hi ha a la societat actual per cuinar i s'han instal·lat al nostre dia a dia dels consumidors, generant canvis molt importants en el patró de consum alimentari a les llars.
Degut a la gran demanda, cada dia són més els aliments precuinats que es poden trobar, però cal recordar que una dieta equilibrada no es pot basar únicament en aquest tipus de menjar, donat que la falta de varietat que comportaria aquesta dieta porta associada riscos biològics, nutricionals, químics i d'origen físic.
Els mètodes de conservació més usats que garanteixen la qualitat dels aliments són l'esterilització i la refrigeració, però al llarg de l'article també veurem mètodes més innovadors com per exemple la bioconservació amb fags o la foto-inactivació per llum ultraviolada blava. També és de gran importancia en aliments precuinats el disseny d'un bon envasat i l'emmagatzematge dels aliments a un lloc idoni, de manera que els esforços invertits en l'envasat i la conservació no es perdin abans que el producte arribi al consumidor.

## Història
L'aliment o menjar ha estat sempre una part integral de la cultura humana, però actualment, degut a la vida que porta la majoria de gent a les ciutats, moltes persones no tenen temps per anar a comprar, cuinar i menjar amb la família cada dia a casa com es feia tradicionalment. Això, sumat a la facilitat actual de trobar aliments precuinats, ha fet que es produeixi un canvi molt significatiu en el tipus d'aliments que es troben als prestatges i a les neveres de les vivendes.
Els aliments precuinats van sorgir i augmentar gràcies als mètodes de conservació i els seus avanços, que permeten conservar les propietats al llarg del temps. En les civilitzacions més antigues els aliments eren recol·lectats i immediatament ingerits, pel que no es precissaven conserves. Per contra, a la civilització actual, les necessitats nutritives han passat a segon pla, donant pas a les preferències dels consumidors dintre d’un mercat d’oferta i demanda i convertint els aliments en un producte de consum més, és a dir que la relació de les persones amb el menjar ha canviat totalment.
Aquests canvis han estat possibles arran de la gran evolució de les tècniques de producció i elaboració d’aliments que es va donar al segle XX i que van fer que, per primera vegada a la història, existís una gran abundància d'aliments. Els avenços de la ciència i la tecnologia van anar de la ma de la industrialització i del pas dels cultius i la ramaderia extensius als intensius. Aquests canvis al sistema de producció dels aliments van ser impulsats per polítiques institucionals successives que van començar als anys 1930, com ara el “new deal farm suport programme” als EUA i es van estendre per tot el món. Aquests models polítics han suposat un control de la producció agrícola i de la manufactura d’aliments que han permès fites com acabar amb plagues greus de les plantes o el control genètic del blat de moro o de la soja per fer créixer el rendiment dels cultius de forma exponencial, gràcies al desenvolupament de la biotecnologia agrícola, però no han aconseguit acabar amb crisis alimentàries als països del tercer món, en especial a causa de la privatització de la recerca en genètica agrícola i de l'especulació financera que l'envolta. D’altra banda, aquest nivell de control de la producció d’aliments per part de multinacionals i governs amb interessos polítics concrets genera altres problemes derivats, com ara la imposició de monocultius en grans zones agrícoles, la desforestació, la contaminació a causa dels transports internacionals d’aliments i, per tant, l’impacte negatiu en el canvi climàtic, a més a més dels dubtes sobre els efectes dels aliments transgènics a la salut de persones i animals. Per aquestes raons, especialment a partir de 1970, han anat sorgint moviments socials, que cada vegada tenen més força, en favor de l’agricultura ecològica o “natural” i del consum d’aliments “locals”, que no s'han de transportar a llocs llunyans i, per tant, no produeixen contaminació ambiental de cap tipus.
Per tant, en l'actualitat, als països industrialitzats els avenços científics i tecnològics han fet possible que es transformin els processos naturals de producció d’aliments, creant una indústria alimentària cada vegada més deslligada de l'entorn natural on els aliments s'adquireixen per raons que moltes vegades no estan relacionades amb necessitats nutrició, sinó de pragmatisme, per exemple per manca de temps o ganes a l'hora de fer la compra i cuinar, o bé per modes i tendències relacionades amb el menjar, incloent obsessions amb dietes específiques, que afavoreixen el consum de productes concrets que canvien constantment. Tot això ha imposat la necessitat de nous mètodes de conservació i ha suposat un gran increment de consum d'aliments precuinats. De fet, segons dades del Panel de Consumo Alimentario, dirigit pel Ministeri d'Agricultura, Pesca i Alimentació del Govern d'Espanya, el consum d'aliments precuinats s'ha incrementat des de 2008 amb una tendència sempre a l'augment, sobretot en l'any 2019-2020 on es va donar un augment molt considerable.

## Classificació dels productes
Els productes precuinats es poden classificar segons la seva durada i el seu mètode de conserva.
Hi ha productes de primera gamma, que inclouen productes frescos i conservats mitjançant mètodes de conserva tradicional; productes de segona gamma, coneguts com a “conserves”, que han estat sotmesos a elevades temperatures i un posterior envasament i que es poden conservar durant mesos o incús anys; productes de tercera gamma, on se situen els congelats com peix, carn o verdures, que es conserven gràcies a la congelació a temperatures inferiors a -18 °C, augmentant la seva vida útil durant mesos; productes de quarta gamma, que inclouen els aliments que no necessiten preparació prèvia i que tenen una durada d'entre set ideu dies. El seu manteniment es fa a temperatures de refrigeració. Per acabar, els productes de cinquena gamma inclouen productes precuinats que només requereixen un previ escalfament abans de poder-los consumir. Aquests presenten una durada aproximada de dos mesos.

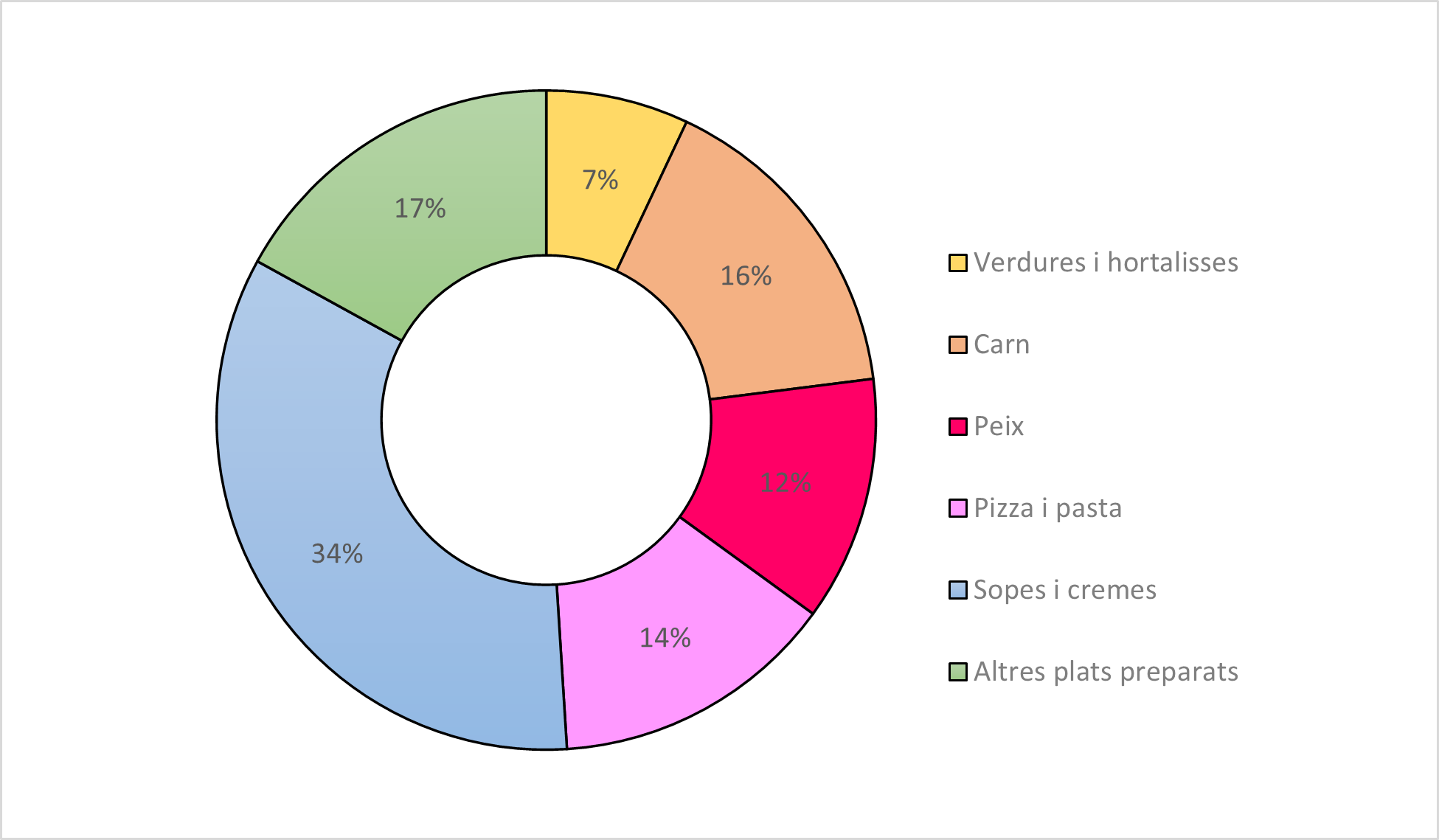
Gràfic del percentatge de productes precuinats consumits a Espanya, segons un estudi realitzat l'any 2001.

Els aliments precuinats pertanyen als productes de quarta i cinquena gamma, ja que aquests estan preparats per la seva ingesta immediata i directa, i gairebé no necessiten actuació abans del seu consum.
Respecte els tipus d'aliments precuinats que es poden trobar al mercat, l'any 2001 es va fer un estudi que mostra que els plats preparats més consumits a Espanya corresponen al grup de les sopes i cremes. Aquestes poden presentar-se en diversos formats: preparats i llestos per al seu consum, condensats i concentrats, deshidratats o congelats. Els deshidratats, condensats i concentrats s'han de dissoldre en aigua i sotmetre's a un procés de cocció per obtenir un brou o sopa similar a l'elaborada recentment.

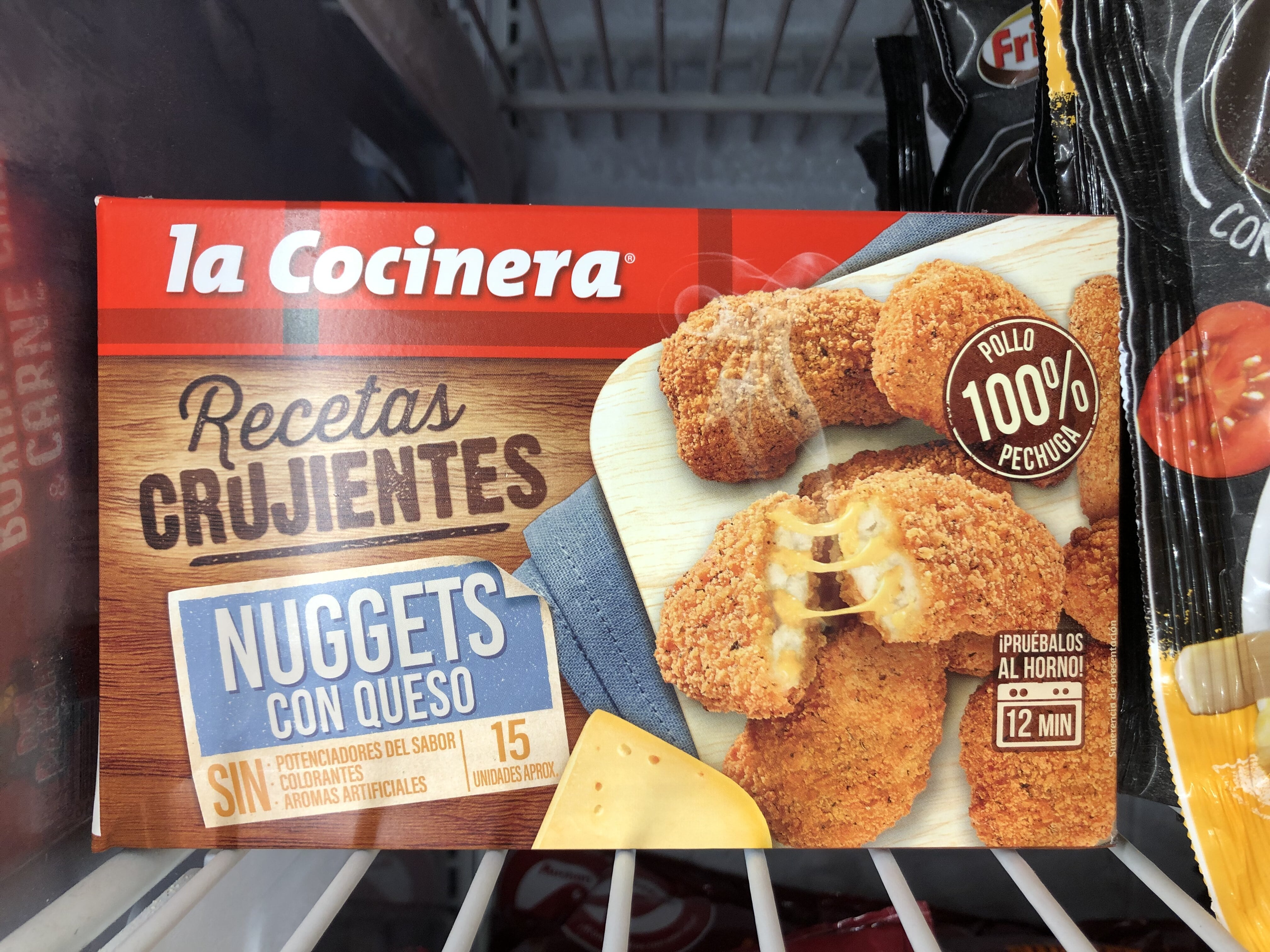
Paquet de nuggets congelats; Producte precuinat pertanyent al grup de carn.

Els segons productes més consumits en forma de plats preparats a Espanya són les carns, el peix i les pizzes. L'elaboració de conserves de peixos ha possibilitat el consum de peix a zones allunyades del mar, quelcom complex perquè aquests aliments són altament peribles. Avui dia, les conserves de tonyina, sardines i mariscs són productes d'ampli consum, molt apreciats per les seves qualitats organolèptiques. Pel que fa a les carns, els processats més nous en aquest grup, són els de cinquena gama, que es comercialitzen llestos pel posterior consum, la majoria amb un previ processament. Un exemple serien les "nuggets" de pollastre, que requereixen un procés de fregit. Les pizzes i pastes són els productes que es troben en major quantitat en supermercats, es presenten congelats i llestos pel consum amb procés previ de fornejat.
En el següent nivell de consum es troben englobats altres productes precuinats que no corresponen a les categories anteriors, com ara els llegums. Aquests van ser els primers productes processats que van aparèixer, s'emmagatzemen en llaunes o pots de vidre posteriorment al procés d'esterlització, que permet conservar els aliments durant un període llarg. Els llegums estan preparats pel consum directe, amb el requeriment d'un escalfat previ. Aquest mètode redueix el temps de preparació per part del consumidor, ja que aquest tipus d'aliment en fresc presenta un procés d'elaboració llarg.

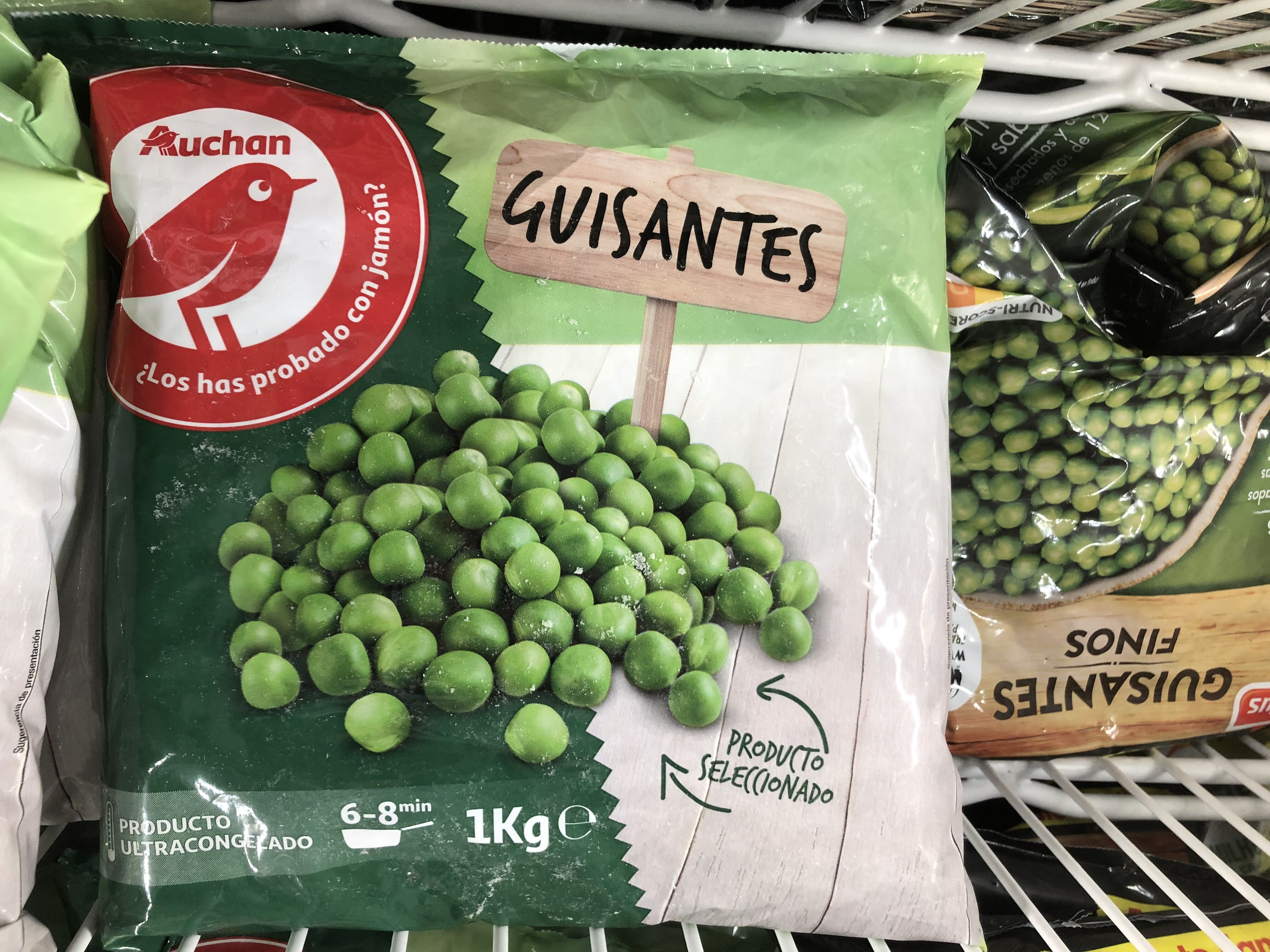
Bossa de pèsols congelats, producte precuinat pertanyent al grup de verdures i hortalisses.

Per acabar, els aliments precuinats menys consumits, segons un estudi de 2001, són les verdures i hortalisses, que es comercialitzen envasades en llaunes o bosses. En un inici van sorgir les verdures i hortalisses conservades en llauna, que eren sotmeses a un procés d'esterilització a elevades temperatures, però aquest procés feia que les propietats organolèptiques es reduïssin. Seguidament va sorgir l'opció de congelar-les amb una previa cocció interrompuda, coneguda com a escaldat, que permetia conservar millor l'aliment en el temps i preservar les propietats organolèptiques i nutricionals. En tots dos casos l'aliment necessita una cocció abans de ser consumit. En aquesta classe trobem les carxofes, les pastanagues, els espàrrecs, etc.

## Mètodes de conservació
Els mètodes de conservació són necessaris per garantir el manteniment de la qualitat dels aliments. Els mètodes es poden classificar en convencionals i innovadors. Els convencionals són aquells que inclouen els que s'han utilitzat des d'un inici en la societat, mentres que els innovadors son aquells que han sorgit amb el temps.

### Mètodes convencionals
Hi ha diferents tipus de mètodes convencionals, que es poden agrupar en dos grans grups segons si els aliments pateixen processos d'altes o baixes temperatures:

#### Altes temperatures
La temperatura és un dels factors ambientals més importants que condiciona el creixement bacterià i cada microorganisme presenta uns requeriments determinats. Tot i així, la majoria de patògens tenen una temperatura òptima de 35 °C, que si es supera pot donar lloc a una mort d'aquests per la desnaturalització de proteïnes i altres esdeveniments que impossibilitin la supervivència.
L'augment de temperatura és una de les tècniques més utilitzades. Aquestes consisteixen en incrementar la temperatura, amb l'objectiu de disminuir la càrrega microbiana de l'aliment, o eliminar total o majoritàriament la presència de microorganismes patògens. Malgrat que la temperatura és el factor que influeix en la presència de microorganismes a l'aliment, es necessita relacionar-ho amb un temps de mort tèrmica adient. És a dir, s'ha d'aplicar l'augment de temperatura durant un temps determinat, el necessari per eliminar els patògens.
L'esterilització és un mètode de conservació en el que s'aconsegueix eliminar tots els bacteris, incloses les espores de resistència, i es redueix el risc del desenvolupament de toxines per la fermentació. S'apliquen temperatures molt elevades d'uns 115 °C durant pocs segons, però aquestes temperatures poden alterar les propietats dels aliments, que perdran nutrients i vitamines.
La pasteurització és un mètode és molt similar al anterior però, en aquest cas, les temperatures són més baixes, aproximadament uns 80 °C per mantindre les propietats dels aliments. Un dels desavantatges d'aquest mètodes és que aconseguim matar els bacteris, però no les espores, i es per això que els aliments pasteuritzats han de romandre a la nevera; per ralentir el creixement dels bacteris a partir d'espores. A més a més, hi ha aliments que no responen bé a aquest procés, per tant es recomana treballar amb pH baixos per evitar el creixement de bacteris.
L'ebullició és el canvi de estat o fase d'un líquid a l'estat gasós. Habitualment, en l'ebullició s'administra calor per la part inferior del recipient i comença la formació de bombolles una vegada el líquid arriba al punt d'ebullició, temperatura a la qual la pressió del líquid iguala la pressió atmosfèrica de l'entorn. En el cas dels aliments, normalment són cuinats en aigua i la seva temperatura d'ebullició és de 100 °C, temperatura a la qual molts microorganismes no són capaços de sobreviure.

#### Baixes temperatures
La disminució de la temperatura és, al igual que el seu augment, una de les tècniques més antigues utilitzades en la conservació d'aliments, ja que la baixada de temperatura pot inhibir i reduir l'activitat microbiana. L'augment de durada dels aliments per baixes temperatures es dona perquè, en allunyar-se de la temperatura òptima pel creixement del microorganisme que fan malbé l'aliment, els seus enzims perden eficiència. S'ha demostrat que aquestes són les tècniques de conservació més efectives i que menys afecten a les propietats del producte.

La refrigeració és la tècnica més comú de conservació i consisteix en baixar la temperatura fins a 4 °C perquè no es donin les reaccions bioquímiques dels bacteris i aquestes triguin més a proliferar.

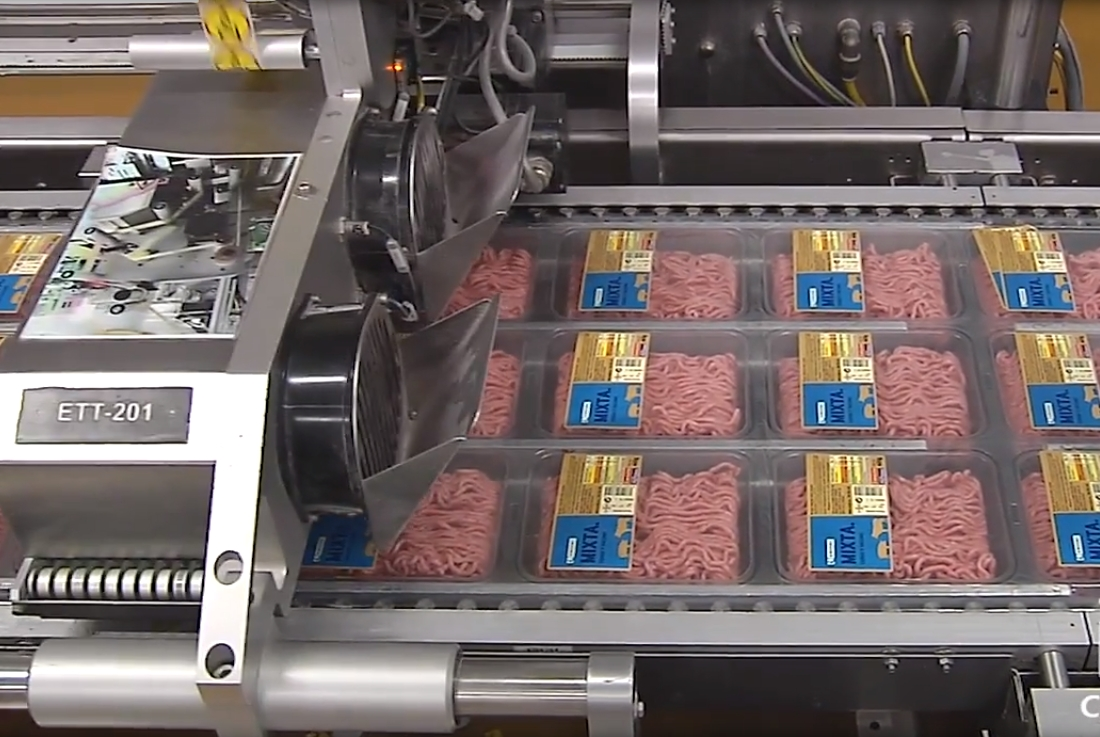
Emmagatzematge en congelació de "Campofrío Frescos" a Burgos

La congelació és una altra tècnica de conservació per baixes temperatures. És molt similar a la refrigeració, però en aquest cas la temperatura de conservació de l'aliment ha de ser inferior a 0 °C, podent arribar fins a -25 °C. Aquesta tècnica aconsegueix que l'aigua de l'aliment es converteixi en gel, impedint el seu ús per part dels bacteris pel seu creixement. No desapareixen els bacteris, però creixen més a poc a poc. Dintre d'aquesta tècnica s'inclou també la ultracongelació, que es basa en sotmetre l'aliment a temperatures inferiors a -40 °C durant un temps inferior a 2 hores.
La liofilització és un mètode que es basa en dessecar els aliments amb determinats materials. Consisteix en sotmetre els aliments, que han estat envasats al buit, a una congelació de -30 °C molt ràpida, per escalfar-los justament després. Així s'aconsegueix que l'aliment passi de sòlid a gas sense passar per líquid. L'aspecte més important d'aquesta tècnica és que manté les propietats de l'aliment i el fet de no requerir refrigeració permet que la seva distribució i emmagatzematge sigui més senzill.
També existeixen altres mètodes de conservació que no depenen directament de la temperatura, com per exemple:
- Fermentació: implica utilitzar microorganismes per transformar la matèria orgànica i obtenir nous aliments útils.[15]
- Salaó: és un dels mètodes més antics i consisteix en l'addició de sal a l'aliment. S'introdueix l'aliment en sal fins que penetra a l'interior i així s'evita el creixement de molts microorganismes que no són capaços d'habitar aquests ambients.[16]
- Fumat: és una tècnica de conservació molt antiga que consisteix en sotmetre l'aliment (normalment carn o peix) a una font de fum. Hi ha dos tipus: el fumat en fred, baixant la temperatura als -10 o -20 °C i el fumat a altes temperatures, des de 70 fins a 100 °C. En el segon cas, l'aliment, a més d'estar fumat, es cuina i solen ser aliments com costellams, llom, vedella o pernil.[17]
- Acidificació: la majoria de microorganismes són sensibles a pH baixos, per això, un mètode de conservació es l'addició de suc de llimona o vinagre, per inhibir el seu creixement.[10]
- Deshidratació: és la pèrdua d'aigua mitjançant diferents estris que retiren l'aigua per augmentar la seva vida útil.
- Afegir d'additius: permet millorar la qualitat dels aliments. Els additius alimentaris són substàncies que impedeixen l'alteració química o biològica de l'aliment. A més, són capaços de modificar les característiques organolèptiques. Cal recordar que els additius no es consumeixen com a aliment pròpiament dit.[18]
- Escabetxat: és una tècnica comú de cocció que permet conservar els aliments. Es tracta de crear un ambient molt àcid per evitar el creixement microbià.

### Mètodes innovadors
En els últims anys els consumidors s'estan inclinant per una alimentació més saludable i amb una vida útil duradora. Algunes de les tècniques que han aparegut per permetre aquestes característiques als aliments són les següents:
La bioconservació amb fags: consisteix en l'exposició controlada d'un aliment a un conjunt de fags prèviament establerts i específics per la bactèria que es vol eliminar, provocant una disminució fins nivells segurs pel consumidor. Aquesta tècnica ha permès la reducció de l'ús d'antibiòtics en la cadena alimentaria, però encara no ha estat acceptada a nivell europeu.
El núvol de plasma és una tècnica que permet conservar els aliments sense involucrar la temperatura recorrent a altres tipus de energia obtinguts a partir de gasos i electricitat. S'utilitza per aliments amb baix contingut d'aigua que s'exposen a plasma a baixes temperatures a conseqüència dels gasos.
La foto-inactivació per llum UV blava consisteix en la inactivació de les cèl·lules, provocant danys als microorganismes presents per la generació d'espècies reactives de l'oxigen mitjançant l'exposició de l'aliment a la llum ultraviolada.
La bomba atòmica és una tècnica novadora per la conservació d'aliments i està molt relacionada amb la química. Implica l’aplicació de radiació d'alta energia als productes per trencar el DNA dels bacteris.
Els microraigs són un mètode físic que consisteix en la exposició del producte a radiacions ionitzants durant un temps per provocar la seva ionització. A diferència d'altres tècniques d'esterilització, permet eliminar microorganismes específics gràcies a les ones electromagnètiques, que provoquen escalfament de forma molt ràpida i sense alterar les seves característiques. Sol utilitzar-se per productes líquids o semilíquids.

### Envasat dels aliments
L'envasat també és un element bàsic en la conservació, distribució i comercialització dels aliments, i l'evolució i innovació en els seus materials va lligada a l'augment de demanda social d'aliments precuinats. Els envasos actualment no són importants només per la conservació dels aliments, sinó que també son una eina de publicitat i màrqueting, ja que en molts casos són els envasos i no els productes envasats els que generen expectatives i atreuen els consumidors.

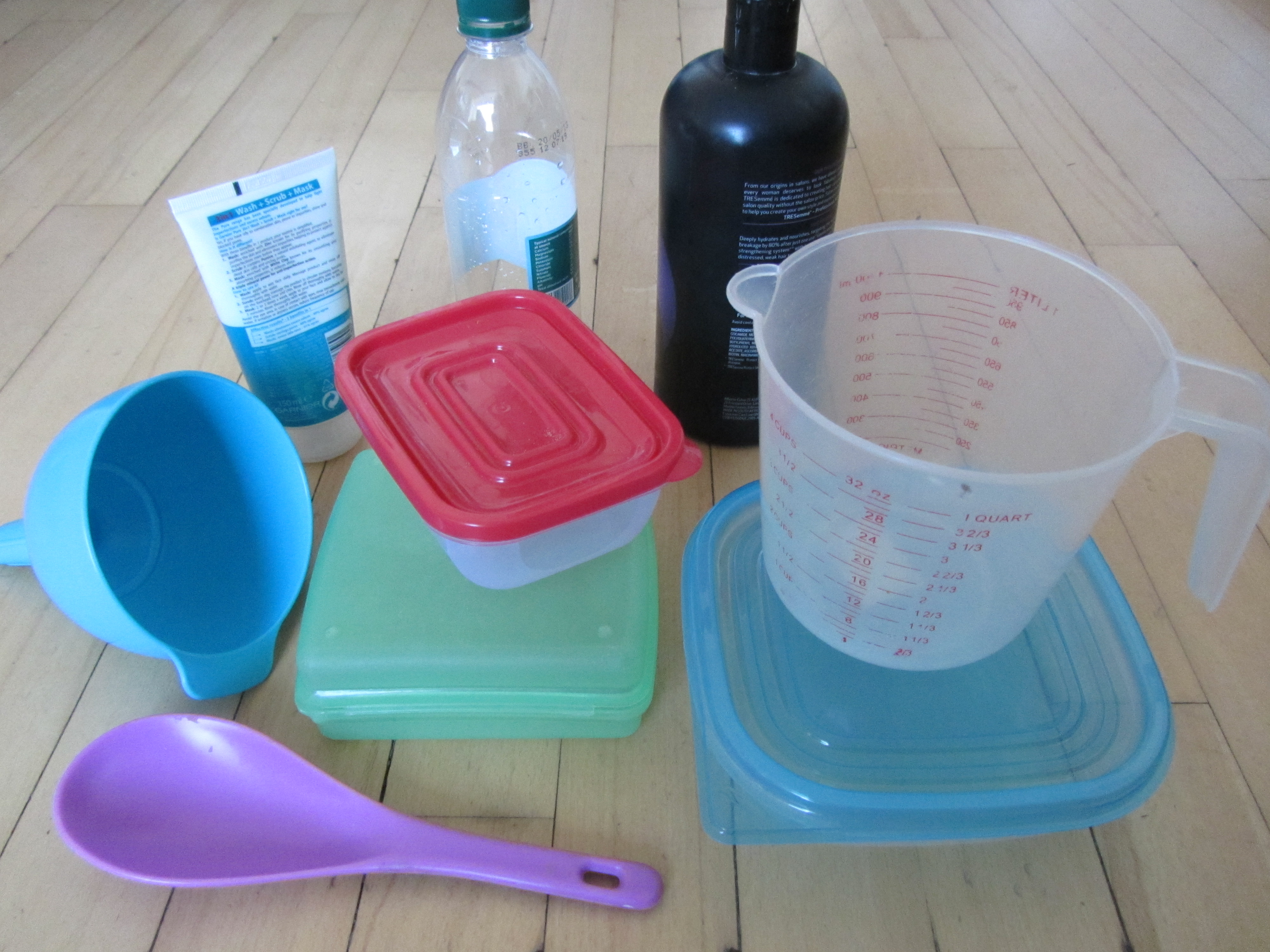
Envasos de plàstic

Els productes d’envasat han anat millorant a mida que els avenços tecnològics, i en especial les ciències dels materials s'han anat desenvolupant. Els diferents materials dels envasos (paper, cartró, metall, vidre, plàstic, etc.) s'han d’adaptar a les característiques dels aliment que contindran, com ara el grau d’humitat i liquiditat o el seu temps de conservació, per aconseguir protegir-lo de la influència dels factors que poden resultar perjudicials, com ara la llum, l’aigua, el vapor, l’oxigen o la captació d’olors, donat que no tots els materials protegeixen simultàniament i amb la mateixa eficàcia de les influències externes. Cal tenir en compte, a més, que l'elecció del tipus d'envasat dependrà del mètode usat per la seva conservació i, alhora del procés de distribució. Per exemple, per aconseguir les condicions òptimes d’impermeabilitat al pas de gasos i líquids i combinar aquest factor amb el cost de producció i la comoditat del distribuïdor i el consumidor es pot optar per l’acetat de cel·lulosa, que és impermeable a l’aigua, però no al seu vapor; pel polietilè, que és impermeable a l’aigua i el vapor, però poc als gasos i a les olors externes; per la cel·lofana de baix contingut en aigua, que és molt impermeable al gas però no a la humitat o pel cartró tractat, etc.
Un exemple de l'evolució actual dels productes d'envasat és la substitució dels materials metàl·lics per materials plàstics, ja que aquests permeten innovacions en el disseny d'envasats, com per exemple la fabricació d'envasos auto-escalfables o envasos amb tapes de fàcil apertura que resulten molt atractius al consumidor i poden fer-lo decantar-se per aquest producte en comptes d’un altre, que és la finalitat última dels fabricants.

### Emmagatzematge dels aliments

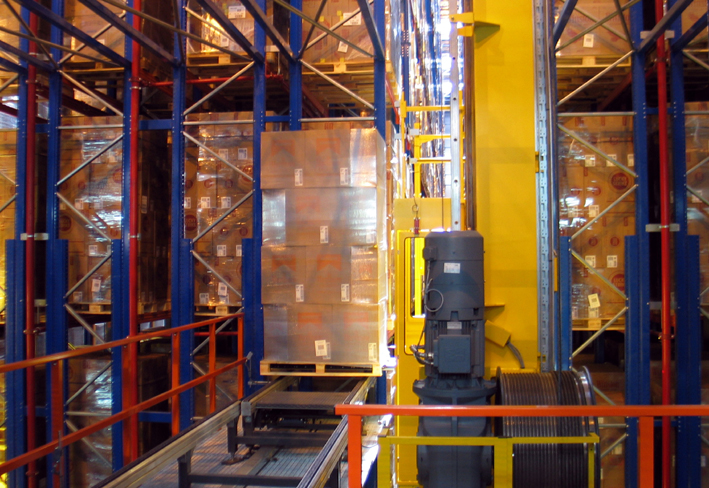
Exemple d'un magatzem

Un bon emmagatzematge és essencial perquè els esforços invertits en la fabricació, l'envasat i la conservació no es perdin i s'aprofitin totalment. Durant el transport i l'emmagatzematge hi ha molt factors que poden causar problemes i malmetre o fer perdre qualitat als aliments, com ara la temperatura, les condicions climàtiques, especialment a les regions tropicals, la manipulació no adequada o inclús els rosegadors, insectes, àcars o fongs que puguin haver-hi o aparèixer als locals on es guarden els productes o als mitjans de transport que es fan servir. Quan es reparteixen aliments a víctimes de desastres naturals o refugiats, per exemple, si no hi ha bones instal·lacions o personal qualificat per manipular els aliments, això pot fer que es perdin grans quantitats de menjar.
Actualment, gràcies als avenços de la ciència i la tecnologia, hi ha indicacions molt clares sobre el tipus de construccions que són més adients per emmagatzemar aliments, establint les condicions necessàries de ventilació, neteja, temperatura, humitat relativa i col·locació dels productes, que varien segons el tipus d’aliments que es tracti, perquè són molt diferents, segons els productes hagin d’estar refrigerats o no, per exemple. D’altra banda, també hi ha indicacions clares del tipus de manteniment i inspeccions que cal aplicar als locals o mitjans de transport i també procediments concrets establerts per eliminar plagues biològiques de tot tipus.

## Riscos per la salut
Els hàbits alimentaris han canviat molt aquests darrers anys i probablement han empitjorat a conseqüència de la sobrealimentació i consum d'aliments precuinats. De fet, segons la Fundació Española del Cor (FEC), el consum d'aliments precuinats o processats són la primera causa de les malalties cardiovasculars al nostre país. A més, segons una investigació publicada a la revista British Medical Journal, l'abús en el consum d'aliments precuinats està relacionat amb un augment del risc de desenvolupar càncer.
Alguns dels riscos per la salut més importants que comporta la ingesta d'aliments precuinats són biològics, nutricionals, químics i d'origen físic.

### Riscos biològics
El risc microbiològic en aliments precuinats és el problema de seguretat alimentaria més important, sobre tot en aliments que s'elaboren sense un tractament tèrmic estabilitzant, que comporta una elaboració a una temperatura mínima de 100 °C.
Els principals microorganismes productors de malalties que poden ser transmeses a través dels aliments són Staphylococcus aureus, Clostridium perfringes, Clostridium botulinum, Salmonella, Campylobacter jejuni, Escherichia coli, Listera monocytogenes o bactèries del gènere Vibrio.

### Riscos nutricionals
Avui dia hi ha un gran control sobre la producció i elaboració d’aliments. Per tant, els riscos nutricionals dels aliments precuinats tenen a veure sobre tot amb els possibles dèficits nutritius que s'ocasionen a causa dels tractaments a que son sotmesos els aliments per alliberar-los de contaminants químics o microbians, a més de la cocció. Aquests processos els fan perdre valor nutritiu, ja sigui per modificació de la quantitat dels nutrients o de la seva qualitat. Per exemple, les operacions que s'han de fer als ingredients prèviament a cuinar-los (descongelar, rentar, trossejar, barrejar) poden suposar pèrdues significatives de nutrients si passa massa temps entre aquestes accions i la cocció, o si no es fan d’una forma curosa. D’altra banda, coccions com la fritura produeixen compostos nocius com greixos insaturats, i qualsevol procés d’aplicació de calor influeix en la degradació dels lípids, pèrdues importants del valor nutritiu de les proteïnes i de les vitamines. Això s'agreuja quan el plat ha de ser escalfat novament pel consumidor abans d’ingerir-lo, perquè l’aliment passa per una doble cocció.
També s'ha de tenir en compte que els aliments precuinats presenten una elevada concentració de sal i altres condiments, a més de sucre, que comporten un augment de pes i problemes relacionals amb aquest com l'obesitat. A més, també solen portar conservants i colorants per millorar la conservació i el seu aspecte.
Per tant, els principals riscos nutricionals dels aliments precuinats es donen quan aquests plats són la part principal de la dieta dels individus o col·lectius, és a dir que constitueixen la principal ingesta d’aliments d’on han de cobrir les necessitats de vitamines, minerals, proteïnes, aminoàcids, etc.

## Normes i seguretat
Els aliments precuinats actualment estan regulats pel Reial decret 3484/2000, del 29 de desembre, pel que s'estableixen les normes d’higiene per l'elaboració, distribució i comercialització de menjars preparats. Aquest estableic que per poder elaborar, emmagatzemar o vendre un producte precuinat s'ha d'estar inscrit en el Registre General Sanitari d'Aliments o presentar una autorització sanitària de funcionament. Això permet tenir un control i protecció sobre la salut pública.
Totes les empreses han de presentar un sistema de control, seguint el sistema d'anàlisi de perills i punts crítics de control (APPCC). Aquest anàlisi permet fer un estudi dels productes, de les mesures de neteja i desinfecció aplicades, així com analitzar els punts crítics de la cadena de producció. Les anteriors són algunes de les aplicacions que té aquest sistema. A més, les empreses haurien d'utilitzar les guies de pràctiques correctes d'higiene (GPCH), que contenen un seguit de normes i recomanacions que s'han d'aplicar per garantir la higiene dels aliments durant el procés d'elaboració.
Segons l'Article 6 del Reial decret 3484/2000 de 29 de desembre, tot el procediment, des de les matèries primeres fins l'obtenció del producte final, es realitzarà amb compostos aptes pel consum humà i evitant en tot moment qualsevol possible deteriorament o contaminació de l'aliment. Aquest mateix decret recull una sèrie de passos a seguir des del moment de l'aplicació del tractament per la seva conservació, fins al moment de ser ingerit. A més de certes indicacions sobre el procediment adient per evitar contaminacions o deterioraments, i sobre el mètode de consum. Pel que fa al transport, conservació, venda, i envasat, també hi ha un recull de certes directrius que cal seguir.
El mètode d'anàlisi, per aquesta categoria de processats, ha d'estar reconegut i aprovat pels Organismes nacionals i internacionals. En el cas dels aliments precuinats, a la Unió Europea, es segueix la norma recollida en l'annex "Normes microbiològiques de menjars preparats" del Reial decret 3484/2000, de 29 de desembre, amb els respectius criteris de valoració. Aquest ha patit alguna modificació respecte alguns criteris microbiològics que es troben en el Reial decret 135/2010, de 12 de febrer.

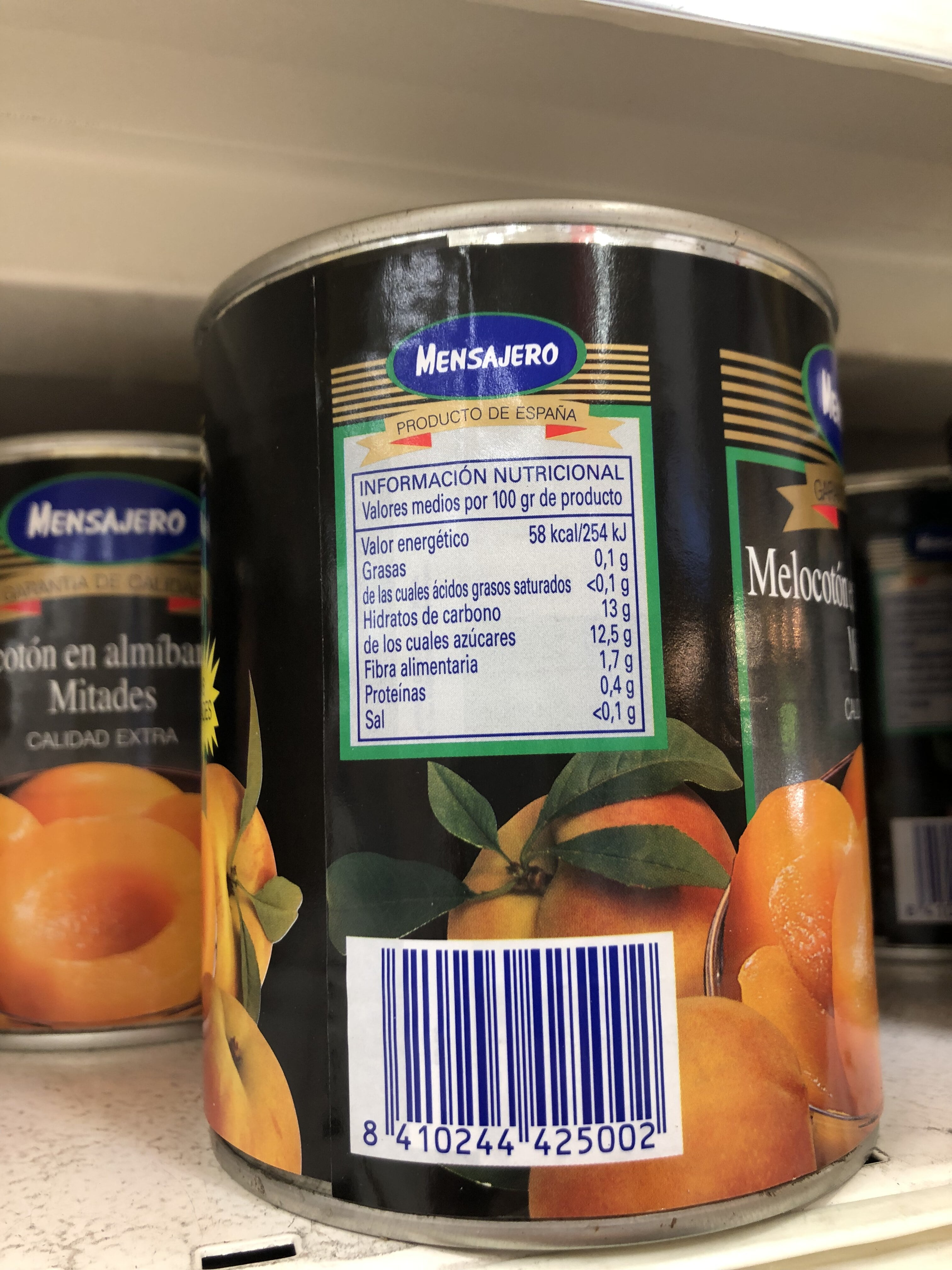
Etiquetatge d'un pot de conserva de préssec en almívar

Amb relació a l'etiquetatge, en un inici es va publicar el Reial decret 1334/1999, de 31 de juliol, que aprovava la Norma general d'etiquetatge. Els fets més destacats d'aquest decret són; l'article 12, que indica que en tota producció ha d'estar indicat el lot al qual pertany un aliment (segons el Reial decret 1808/1991, de 13 de desembre). I l'article 18, que determina la llengua en la que ha d'aparèixer l'etiquetatge. En el cas dels productes comercialitzats a Espanya, s'hauran d'expressar mínimament en la llengua oficial, l'espanyol.
Posteriorment al Reglament 1169/2011del Parlament Europeu i del Consell, del 25 d'octubre de 2011, es va establir la informació necessària alimentària que ha de ser oferida al consumidor. Aquesta exposa que a l'etiqueta del producte s'ha d'incloure la denominació de l'aliment, la llista d'ingredients amb els al·lergògens (en negreta) i el percentatge de cadascun, la quantitat neta (pes escorregut si és líquid), la data de caducitat i consum preferent si fos necessari, les condiciones de conservació i utilització, el mode d'ocupació, dades de l'empresa, fabricant i distribuïdor, el lloc de procedència i, per acabar, una taula de valor nutricional (expressada en 100g o 100ml).
Altres entitats i comissions que tenen rellevant importància tant en aliments precuinats com en aliments com a terme general són; la FAO (Organització de les Nacions Unides per l'Alimentació), la Comissió del Còdex Alimentarius, i la ISO. Aquesta última recull un seguit de nomes i requisits estàndards internacionals que permeten que hi hagi una uniformitat entre les empreses i, alhora garantir la qualitat dels productes comercialitzats. Referent a l'alimentació trobem una norma ISO 22000, que té com a objectiu garantir que no hi hagi cap deficiència en el procés de subministrament d'aliments, i com a conseqüència augmenta la seguretat dels aliments i dels consumidors.